# Ludovico Pontano
Pour les articles homonymes, voir Pontanus.
Ludovico Pontano, dit Ludovico Romano (né en 1409 à Spolète, dans les États pontificaux, mort en 1439 à Bâle) est un jurisconsulte du XVe siècle, auteur de plusieurs traités en latin sous le nom de Pontanus.

## Biographie
Après avoir étudié à l'université de Bologne, et à celle de Pérouse, où il fut l'élève de Giovanni Petrucci, Ludovico Pontano pratiqua à Sienne.
Il fut secrétaire du pape Eugène IV au concile de Bâle, durant lequel il mourut de la peste.

## Œuvres
- Consilia et allegationes : cum tabula sua noviter edita, D. Ludovici de Roma ; ed. Bernardino de Landriano. Sur Gallica
- Incipit commentus clarissimi juriconsulti Ludovicus Pontani super rubrica de arbi apostillarum per spectabilem juris viri doctorem Bernardinum Landrianum Mediolanensem
- Singularia Ludovici Pontani de Roma cum ornamentis et lucubrationibus additis per Johannem Baptistem de Castelliono, Castiglione, Giovanni Battista.